# Templo de Asunción (Paraguay)
El Templo de Asunción, Paraguay, es uno de los templos construidos y operados por la Iglesia de Jesucristo de los Santos de los Últimos Días, el número 112 construido por la iglesia y el primero de Paraguay, ubicado en la Avda. España de la ciudad de Asunción. A una distancia de 199 223,8 kilómetros (123 792,2 mi) del Templo de Taipéi, son los dos templos SUD más distantes uno del otro a nivel mundial.
El templo se encuentra a 19 654 kilómetros (12 212,5 mi) del Templo de Kaohsiung, en la Isla de Taiwán, que los coloca entre los templos SUD más distantes uno del otro a nivel mundial.

## Construcción
En la conferencia general de la iglesia SUD de abril de 2000, el entonces presidente de la iglesia, Gordon B. Hinckley anunció los planes de construir un templo en Paraguay. Aunque ya existían por aquel entonces 11 templos dedicados en Sudamérica, el templo de Paraguay sería el primero en ese país para servir a unos 68.000 miembros de la iglesia en la región.

## Historia
Los templos de la Iglesia de Jesucristo de los Santos de los Últimos Días son construidos con el fin de proveer ordenanzas y ceremonias consideradas sagradas para sus miembros y necesarias para la salvación individual y la exaltación familiar. La doctrina SUD de los templos tiene su origen en 1832, dos años después de la organización de la iglesia, cuando su fundador y primer profeta Joseph Smith recibiera una revelación divina en la que el Señor Jesús le refiriera el deseo de la construcción de templos. En 1836 Smith y la iglesia completaron el templo de Kirtland, el primer templo SUD, en la ciudad de Kirtland, Ohio.
Los primeros misioneros SUD llegaron a Paraguay en 1949 por medio de una misión con sede en Uruguay. En 1977 se organizó en Paraguay una misión dirigiendo misioneros en el país, haciendo que el número de conversos comenzara a incrementar en Paraguay. El promedio anual de bautismos en Paraguay antes de esa época alcanzaba cerca de 200 personas. Seguido el anuncio de la nueva misión, la iglesia SUD reporta unos 300 o más bautismos mensuales en Paraguay. En Asunción, capital de Paraguay, la mayoría de las personas hablan español, pero en la mayor parte de las regiones del país, se habla guaraní, de modo que muchos misioneros en ese país hablan ambos idiomas. La iglesia reporta unos 152.000 miembros en Paraguay.

## Dedicación
La ceremonia de la primera palada para el templo en Asunción tuvo lugar en un día lluvioso el 3 de febrero de 2001. El templo SUD de la ciudad de Asunción fue dedicado para sus actividades eclesiásticas en cuatro sesiones, el 19 de mayo de 2002, por Gordon B. Hinckley. Antes de ello, del 4 al 11 de mayo de ese mismo año, la iglesia permitió un recorrido público de las instalaciones y del interior del templo. Para la dedicación del templo de Asunción, todos los países de habla hispana en Suramérica cuentan con un templo SUD.

## Características
Los templos de la Iglesia de Jesucristo de los Santos de los Últimos Días son construidos con el fin de proveer ordenanzas y ceremonias consideradas sagradas para sus miembros y necesarias para la salvación individual y la exaltación familiar. El templo de Paraguay tiene un total de 1000 metros cuadrados de construcción, contando con dos salones para dichas ordenanzas SUD y dos salones de sellamientos matrimoniales.
La arquitectura es una adaptación moderna de un diseño clásico de un pináculo, construido en granito Asa Branca brasileño. El templo de Asunción fue el templo número 50 construido con especificaciones de menores proporciones que fueron establecidas en 1999 con el fin de completar la meta del entonces presidente de la iglesia Gordon B. Hinckley de tener construidos 100 templos alrededor del mundo para fines del año 2000.